# Arrecife Águila
El arrecife Águila se encuentra a medio camino entre el Cabo Vírgenes y la isla Gran Malvina, en aguas del Mar Argentino.
Este arrecife se halla sobre la Plataforma continental de Argentina y se ubica a unos 240 km al oeste de las islas Malvinas. Se ha denunciado la existencia de una roca que ofrece peligros para la navegación, sobre la que se sondan menos de 1,8 m de agua.  Es una zona de pesca, con probable presencia de merluza austral.